# ترونا (سن برنادینو شهرستان، کالیفرنیا)
ترونا (به انگلیسی: Trona) یک منطقهٔ مسکونی در ایالات متحده آمریکا است که در شهرستان سن برناردینو، کالیفرنیا واقع شده‌است.